# 龍風夢
龍風夢（ロンハンモン）は宝塚歌劇団の作品。

## 花組　宝塚大劇場公演
- 形式名は「グランド・レビュー[1]」
- 1967年1月1日 - 1月25日[1]公演
- 24場[1]
- 併演は『寿式三番叟[1]』

スタッフ
- 作・演出：鴨川清作
- 音楽：中井光晴
- 作曲・編曲：中野潤二、寺田瀧雄
- 音楽指揮：溝口尭
- 振付：河上五郎、岡正躬、県洋二
- 装置：黒田利邦
- 衣装：静間潮太郎
- 照明：久保安太郎、棚橋守
- 小道具：生島道正
- 効果：村上茂
- 音響監督：松永浩志
- 演出助手：酒井澄夫、海野洋司
- 振付補：高木祥次
- 制作：大島治雄

主な配役
- 馬馬：美吉左久子[1]
- 月餅：岬ありさ[1]
- 鳳仙：淡路通子[1]
- 紫蘭：白雪式娘[1]
- 福福：水穂葉子[1]
- 蓮花：晴野暁美[1]
- 玉童：麻鳥千穂[1]
- 朱牡丹：近衛真理[1]
- 緑牡丹：甲にしき[1]
- 黒牡丹：風さやか[1]
- 美美：美和久百合[1]
- 娘娘：郷ちぐさ[1]

## 花組　東京宝塚劇場公演
- 1967年3月8日 - 3月29日[3]公演
- 併演は『峠の万才[3]』
- 主なスタッフに鴨川清作[3]